# Dance Alone
Chansons représentant la Macédoine au Concours Eurovision de la chanson
Dona
(2016) Lost and Found
(2018)

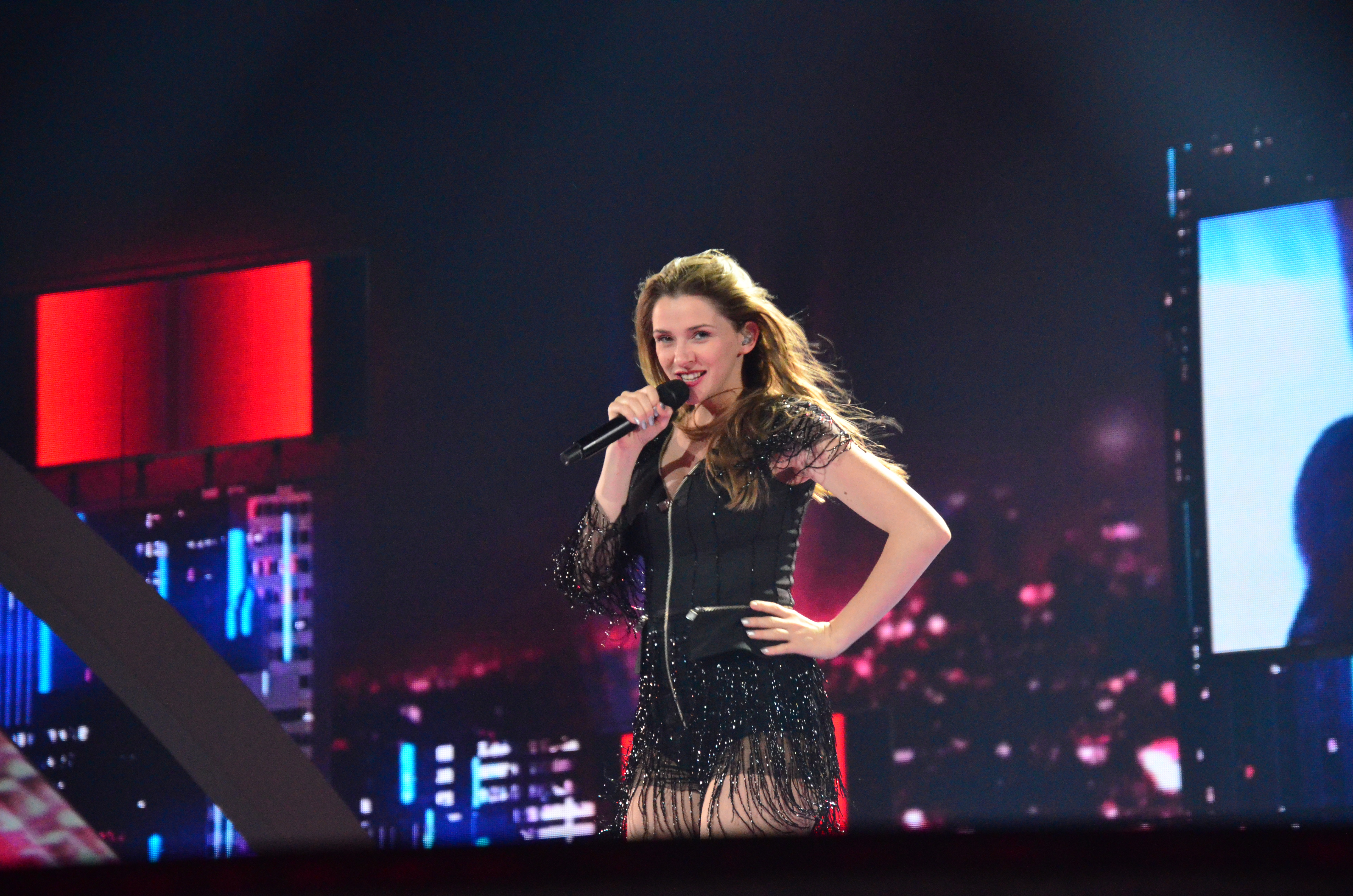
Jana Burčeska en 2017.

Dance Alone (en français « Danser seule ») est la chanson de Jana Burčeska qui a représenté la Macédoine au Concours Eurovision de la chanson 2017 à Kiev, en Ukraine.